# (236) Honoria
(236) Honoria est un astéroïde de la ceinture principale découvert par Johann Palisa le 26 avril 1884.
L'astéroïde a été nommé d'après Honoria, la petite-fille de l'empereur romain Théodose Ier.